# 海と空と蓮と
海と空と蓮と（うみとそらとれんと）は、朝日放送テレビ制作の第103回全国高等学校野球選手権大会中継内で、2021年8月10日から11日間にわたって試合中継の合間に放送されていた11話構成のミニドラマである。
2020年の令和2年夏季北海道高等学校野球大会への出場を予定していた高校での実話に基づく物語を、1日1話のペースで描く。

## 概説
朝日放送テレビでは2019年の第101回全国高等学校野球選手権大会から、直近の試合のダイジェストや直後に中継予定の試合の見どころなどを紹介してきた「インターバルゾーン」を撤廃。この時間帯を、高校野球にちなんだ4分間のミニドラマ枠に転換しており、本作品はその第2作に当たる。今作はくら寿司が単独でスポンサーに付いており、作中ではくら寿司で食事をするシーンが登場するほか、ドラマ終了後には作中の登場人物が登場するCMが放送された。
前作の『青空ふたたび』に続いて、『熱闘甲子園』（朝日放送テレビ・テレビ朝日共同制作の大会ダイジェスト番組）に出演している古田敦也（野球解説者、元・東京ヤクルトスワローズ捕手および監督）が今作も出演。また、上原浩治（野球解説者、元・読売ジャイアンツ投手）が今作でドラマ初出演を果たした。
当初、放送日程は2021年8月9日から20日までを予定していた。しかし、令和3年台風第9号接近の影響で8月9日に予定されていた開幕日が1日順延され、その後も度重なる降雨による順延により、最終話（第11話）は25日に放送された。

## あらすじ
2020年、コロナ禍により夏の甲子園大会が中止に。しかし、全国各地で独自大会が行われることとなり、野球部員たちはそれを目標に練習し、試合に臨むこととなった。北海道・奥尻高校野球部の3年生も、北海道高野連主催の夏季北海道高校野球大会に出場し、最後の夏を迎えるはずだった。だが、海斗・青空の3年生野球部員と女子マネージャー蓮は、奥尻島を守るため、自ら大会出場辞退という決断をしたのだった。島のため、自分達の集大成、最後の目標を諦めるという道を選んだ奥尻高校野球部3年生、海斗、青空、蓮の3人の友情、彼らが歩んだ夏とは。

## キャスト
○：放送時点で『熱闘甲子園』のキャスター

◎：放送時点で朝日放送テレビのアナウンサー

- 小柴陸（関西ジャニーズJr.）：横山海斗
- 山口まゆ：川田蓮（女子マネージャー）
- 伊藤あさひ：成田青空
- 上原浩治：成田健司（青空の父親）
- 古田敦也○：川田正平（蓮の父親）
- 浜本広晃（テンダラー）：横山喜明（海斗の父親）
- 佐々木ちあき：高橋安奈（奥尻高校教師・海斗の担任）
- 橋本千枝子：冴木（寮母）
- 戸塚純貴：泉澤大地（奥尻高校野球部顧問・ナレーター）
- 上田剛彦◎：ニュースキャスター

## スタッフ
- 脚本 - 皐月彩
- 監督 - 大畑拓也
- 助監督 - 花田英之
- 撮影 - 田中康彦
- 録音 - 牛越大輔
- 照明 - 瀧本貴士
- 美術 - 佐々文章
- 編集 - 澤田全起
- TM - 岡田光司
- MA - 原田慎也
- 編成 - 田上英幸、小原英嗣、濱田崇充
- 宣伝 - 高原彩、衣川淳子、森下玲奈
- 営業 - 木下尚哉、秋枝千絵、川島拓也
- プロデューサー - 赤塚欣也（朝日放送テレビ）、大畑拓也（朝日放送テレビ）、渡辺晃司（ABCリブラ）、岸岡孝治（ABCリブラ）
- ロケ地協力 - 北海道奥尻高等学校 、和歌山県立和歌山北高等学校西校舎ほか
- 制作著作 - 朝日放送テレビ
- 制作 - ABCリブラ

## 楽曲
- なにわ男子「夢わたし」
- 嵐「夏疾風」[注釈 1]（第1話挿入歌）

## 放送日程
| 放送回         | 放送日         |
| -------------- | -------------- |
| 第1回          | 2021年 8月10日 |
| 第2回          | 8月11日        |
| 第3回          | 8月15日        |
| 第4回          | 8月16日        |
| 第5回          | 8月19日        |
| 第6回          | 8月20日        |
| 第7回          | 8月21日        |
| 第8回          | 8月22日        |
| 第9回          | 8月23日        |
| 第10回         | 8月24日        |
| 最終回         | 8月25日        |
| 特別編(総集編) | 9月19日        |